# Henri Droguet
Pour les articles homonymes, voir Droguet (homonymie).
Henri Droguet, né le 29 octobre 1944 à Cherbourg, est un poète  français.

## Biographie
Après avoir passé son enfance et son adolescence à Cherbourg, il poursuit des études supérieures de lettres à Caen de 1962 à 1970 (certifié en lettres modernes). Il habite Saint-Malo, où il fut enseignant jusqu’en 2004. Plutôt que breton, Henri Droguet préfère se dire armoricain ou celte-made-man,.
Henri Droguet est l’auteur d’une trentaine de livres (poésie, prose, livres d'artistes), notamment, Palimpsestes et rigaudons, Faisez pas les cons, Désordre du jour, Maintenant ou jamais, Off, Avis de passage, Albert & Cie, etc.
Il a collaboré et collabore à : La Nouvelle Revue française, Po&sie, L’animal, Rehauts, Théodore Balmoral, Fario, N4728, Diérèse, Europe, Hopala, Le Nouveau Recueil, La Revue de Belles Lettres, Décharge, Le Préau des collines, etc.

## Articles et interviews
- 2017, Henri Droguet, émission radio sur RCF radio, présentée par Jacques-Yves Bellay[32],
- 2016, Exposition. La poésie d'Henri Droguet, Le Télégramme[33],
- 2016, Présence d’Henri Droguet, par Claude Vercey  pour la revue Décharge[34],
- 2016, Désordre du jour, Henri Droguet, par  Jean-Paul Gavard-Perret[30],
- 2016, Palimpsestes & rigaudons d'Henri Droguet par Bruno Fern[35],
- 2016, Désordre du jour d'Henri Droguet par Jean-Claude Pinson[36],
- 2014, Maintenant ou jamais, par Daniel Leuwers., pour la revue Europe[37]
- 2013, Maintenant ou jamais de Henri Droguet, par Alexander Dickow[38],
- 2011, Variations saisonnières, par Henri Droguet, pour la revue Poésie No 136 [39],
- 2008, Comment j'ai écrit certains de mes poèmes (essai), (ou : Pour vous en dire encore plus, mais toujours pas tout), sur le site de Pierre Campion À la littérature[40],
- 2008, Pour tout vous dire (ou presque), sur le site de Pierre Campion À la littérature[41],
- 2007, Henri Droguet, OFF par Romain Verger[42] ,
- 2007, Une voix off, Henri Droguet ou les extérieurs de la vie, par Pierre Campion[22],
- 2006, Henri Droguet : poèmes arrachés au temps par Jean-Paul Gavard-Perret[20],
- 2006, Off, par Henri Droguet pour la revue Poésie No 115[43],
- 2003, Entretien avec Henri Droguet, poète de la sensation élémentaire par Jean-Pascal Dubost[44].

## Pour approfondir